# Philippe Hottier
Pour les articles homonymes, voir Hottier.
Philippe Hottier est un comédien et formateur français. Depuis 1969, il travaille dans le théâtre et la danse.

## Biographie
Avec Ariane Mnouchkine et le Théâtre du Soleil, il a participé aux créations de 1789 et 1793, L'Âge d'or, dans le cycle Shakespeare Richard II, La Nuit des rois, Henri IV. Avec Carolyn Carlson, il crée This, That, the Others.
En 1985 il crée le Centre théâtral de l'Embellie, qui devient en 1987 la Compagnie du Théâtre du Phénix ; avec les comédiens, il a cherché à comprendre et à résoudre les difficultés des acteurs face au réel de la scène.
En 1992, il rencontre Jacques de Panafieu et Léon Wéber, avec qui il entreprend un échange entre sa conception du théâtre et leur conception de la personne humaine.
En 1995, il s’installe à Montpellier où il fonde, avec des comédiens français et étrangers, un groupe de recherche théâtrale, le Théâtre LILA. Du 16 janvier au 15 février 2004, il joue dans la pièce de théâtre 'Mein Kampf (Farce) de George Tabori au Théâtre du Rond-Point, aux côtés de John Arnold (acteur), Bruno Buffoli, Joséphine Derenne, Sarah Karbasnikoff et Olivier Peigné.